# Abraham Duquesne
Abraham Duquesne (Dieppe, ca. 1610 – Parijs, 2 februari 1688) was een Frans marineofficier die zowel in dienst was voor de Fransen als voor Zweden. Hij kwam uit een hugenotengezin.

## Biografie
In 1635 werd Duquesne voor het eerst kapitein in de Franse marine. Hij had al een groot aandeel bij het veroveren van de Lérins-eilanden op Spanje. In de jaren daarna was hij veel actief in de zeeoorlog tegen de Spanjaarden.
In 1643 ging Abraham Duquesne in dienst bij de Zweden. Hij was voor hen al heel snel succesvol in de Slag bij Kolberg tegen de Denen. Na twee jaar in dienst te zijn geweest bij de Zweden keerde hij in 1645 terug in Franse dienst.
Toen hij weer in dienst was voor de Fransen was hij zeer belangrijk bij het onderdrukken van de rellen in Bordeaux, gedurende La Fronde. Hierdoor werd hij bevorderd tot schout-bij-nacht. In 1667 werd hij benoemd tot luitenant-admiraal. Hij wist zich ook te onderscheiden in de Derde Engels-Nederlandse Oorlog, waar hij actief was bij de Slag bij Solebay. Hij stond ook tegenover Michiel de Ruyter bij de Slag bij Stromboli en Agosta; na de Ruyters dood vocht Duquesne nog in de Slag bij Palermo. Voor zijn verdienste ontving Duquesne in 1681 het markiezaat Bouchet, ondanks dat hij protestants was.
Later was hij nog in de Middellandse Zee actief tegen de Barbarijse Zeerovers. In 1684 was hij betrokken bij het Bombardement van Genua en later dat jaar ging hij uit dienst. Vier jaar later stierf Duquesne in  Parijs.